# Ado Darian
Ado Darian (Moric), slovenski tenorist, operni in koncertni pevec in pedagog, * 18. maj 1895, Bistrica ob Sotli, Slovenija, † 3. januar 1966, Ljubljana, Slovenija.

## Življenje
Petje je študiral na Dunaju. Med obema svetovnima vojnama je nastopal v Hamburgu, Leipzigu, Stuttgartu, Pragi, Berlinu, Baslu in Københavnu. V Ljubljani je prvič gostoval v sezoni 1924/1925, za stalno pa se je tu naselil 1940, ko je prevzel mesto generalnega tajnika SNG v Ljubljani. Po vojni pa je postal učitelj solopetja na ljubljanski Akademiji za glasbo, kjer je vzgojil veliko število mladih pevcev; njegovi učenci so bili med drugimi tudi sopranistka Vilma Bukovec, tenorist Rajko Koritnik, baritonist Stane Koritnik ter tenorist Mitja Gregorač. Svoje metodične izkušnje je opisal v priročniku Šola lepega petja.
Darian je bil pevsko zanesljiv in igralsko prepričljiv interpret. Največje uspehe je požel z vlogo Vojvode v Verdijevem Rigolettu.